# 2011 في ماليزيا
فيما يلي قوائم الأحداث التي وقعت خلال عام 2011 في ماليزيا.

## سياسة

### تعيين في المنصب
- 13 ديسمبر – عبد الحليم معظم يانغ دي-برتوان أغونغ.

### انتهاء فترة المنصب
- 13 ديسمبر – ميزان زين العابدين سلطان ترغكانو يانغ دي-برتوان أغونغ.

## رياضة
- 1 يناير – دوري السوبر الماليزي 2011 الفائز نادي كلنتن.
- 1 يناير – دوري كرة القدم الماليزيي الممتاز 2011 الفائز نادي سلاغور الثاني [الإنجليزية]‏.
- 1 يناير – كأس ماليزيا 2011 الفائز نادي ترغكانو.
- 10 أبريل – جائزة ماليزيا الكبرى 2011 الفائز سباستيان فيتل.

## وفيات

### فبراير
- 2 فبراير – أرماندو تشين جونغ (مواليد 1958) موسيقي ماليزي.

### مارس
- 17 مارس – مايكل غوف (مواليد 1916) ممثل إنجليزي.

### أبريل
- 27 أبريل – تان يان وي (مواليد 1975) ملحن ماليزي.

### يوليو
- 18 يوليو – جيمس وونغ كيم مين (مواليد 1922) سياسي ماليزي.
- 25 يوليو – رافيشندران (مواليد 1941)

### نوفمبر
- 15 نوفمبر – دولسي غراي (مواليد 1915)